# Departamento Juan F. Ibarra
Das Departamento Juan F. Ibarra liegt im Osten der Provinz Santiago del Estero im Nordwesten Argentiniens und ist eine von 27 Verwaltungseinheiten der Provinz. 
Es grenzt im Norden an die Departamentos Figueroa und Moreno, im Osten an die Provinzen Chaco und Santa Fe, im Süden an das Departamento General Taboada und im Westen an das Departamento Sarmiento. 
Die Hauptstadt des Departamento Juan F. Ibarra ist Suncho Corral.

## Städte und Gemeinden
Das Departamento Juan F. Ibarra ist in folgende Gemeinden aufgeteilt:
- El Colorado
- El Cuadrado
- Matará
- Pozo del Toba
- Suncho Corral
- Vilelas